# Pro se
La representación legal pro se ( /ˌproʊ_'siː/ o  /ˌproʊ_'seɪ/) significa defenderse en un procedimiento judicial, como demandado o demandante en casos civiles, o como acusado en casos penales, en lugar de contar con la representación de un abogado o un abogado.
El término pro se proviene del latín pro se, que significa "por sí mismo" o "en nombre propio". Esta condición se conoce a veces como in propria persona (abreviado como "pro per"). En Inglaterra y Gales, la condición comparable es la de «litigante en persona». En Australia y Canadá, el término es «litigante auto-representado» (SRL).

## Prevalencia
Según el Centro Nacional de Tribunales Estatales en Estados Unidos, a partir de 2006, los litigantes pro se se habían vuelto más comunes tanto en los tribunales estatales como en los tribunales federales. Este aumento se debe a una serie de factores, incluyendo una caída en la financiación de la asistencia legal federal, un aumento en la prestación de asistencia legal limitada y un aumento en las tasas de divorcio. Las estimaciones de la tasa "pro se" en los casos de derecho familiar en general promediaron el 67% en California, el 73% en los condados grandes de Florida y el 70% en algunos condados de Wisconsin. condados. En San Diego, por ejemplo, el número de demandas de divorcio que involucraban al menos a un litigante "pro se" aumentó del 46% en 1992 al 77% en 2000, en Florida del 66% en 1999 al 73% en 2001. California informa en 2001 que más del 50% de las demandas de asuntos familiares en custodia y visitas son presentadas por litigantes pro se. En el sistema de la Corte Federal de los EE. UU. para el año 2013, aproximadamente el 27 % de las acciones civiles, el 92 % de las peticiones de prisioneros y el 11 % de las peticiones de no prisioneros fueron presentadas por litigantes "pro se". Los acusados en juicios políticos tienden a participar más en los procedimientos que los acusados en casos no políticos, ya que pueden tener mayor capacidad para apartarse de las normas judiciales y abordar cuestiones políticas y morales.

## Casos notables
- Clarence Earl Gideon,1961.
- James Blumstein
- Ted Bundy
- Robert Kearns
- Edward C. Lawson
- Sam Sloan
- Mohamed El Ghanem
- James Traficant
- Darrel Brooks